# Епископ сремски Макарије
Макарије (световно Драгутин Ђорђевић; Коцељева, 25. октобар 1903 — Нови Сад, 22. март 1978) био је епископ будимљанско-полимски од 1947. до 1955 и епископ сремски од 1955. до 1978. године.

## Биографија
Владика Макарије је рођен 1903. године у Коцељеви код Шапца од оца Ивана и мајке Ангелине, рођ. Ракић. По завршетку основне школе у свом родном месту, дошао је у Београд, где је завршио гимназију. После тога је завршио и Боголовију у Сремским Карловцима. Дипломирао је на Теолошком факултету у Београду 1930. године.
Замонашио га је 31. марта 1924. године архимандрит Никон (Лазаревић) у манастиру Каленић. Убрзо је унапређен у чин јерођакона. Касније је рукоположен у чин јеромонаха у Плашком у Лици где је тада службовао. Такође је једно време провео и у манастиру Врднику на Фрушкој гори. Обављао је и дужност духовника у казниони у Сремској Митровици. Био је управник монашке школе у манастиру Високи Дечани, а потом и игуман истог манастира. За време Другог светског рата, радио је у Јагодини као професор у Учитељској школи.
После завршетка рата био је кратко време игуман манастира Раковица код Београда. Године 1945. постао је архимандрит. Дана 22. марта 1947. године Макарије је постао епископ. Хиротронисан је у Саборној цркви у Београду од стране патријарха српског Гаврила, а уз саслужеље митрополита скопског Јосифа и епископа злетовско-струмичког Викентија. Одлази у Пријепоље на Будимљанско-полимску епархију. Пошто тамо вековима није било епископа, имао је у почетку прилично проблема са смештајем и прилагођавањем. Тамо остаје 8 година. Епархија будимљанско-полимска је укинута 1956, да би била поново обновљена 2001. године под називом епархија будимљанско-никшићка.
Године 1955. епископ Макарије долази за епископа у Срем, на сремску епархију. Тамо га је сачекало много тешкоћа, последица Другог светског рата. Било је порушених цркава, попаљених манастирских конака, национализованих парохијских домова и других проблема са којима се суочавао. Рат је однео и животе многих свештеника и монаха, па је то отежавало функционисање епархије. Својим трудом успео је да успостави нормалан парохијски живот поставивши велики број свештеника и монаха. Обилазио је епархију и за 23 године служио је у свакој цркви Сремске епархије.
Преминуо је после дуже болести 22. марта 1978. године у 75. години у Покрајинској болници у Новом Саду. Сахрањен је у манастиру Крушедолу.